# Liu Wanting
Liu Wanting (chinesisch 刘婉婷, Pinyin Liú Wǎntíng; * 16. Februar 1989 in Peking) ist eine ehemalige chinesische Tennisspielerin.

## Karriere
Liu Wantng feierte ihre größten Erfolge auf dem ITF Women’s Circuit, wo sie auf insgesamt 14 Doppeltitel kam. Auf der WTA Tour erreichte sie bei den Guangzhou International Women’s Open 2010 das Endspiel im Doppel, das sie mit 5:7 und 3:6 verlor.
2012 spielte an der Seite von Liang Chen ein Match für die chinesische Fed-Cup-Mannschaft, das sie mit 3:6 und 4:6 verlor.

## Turniersiege
Doppel 
| Nr. | Datum        | Turnier       | Kategorie   | Belag             | Partnerin     | Finalgegnerinnen                                | Ergebnis           |
| --- | ------------ | ------------- | ----------- | ----------------- | ------------- | ----------------------------------------------- | ------------------ |
| 1.  | Februar 2006 | Melilla       | ITF $10.000 | Hartplatz         | Sun Shengnan  | Sara del Barrio Aragón Sabrina Méndez Domínguez | 6:4, 6:0           |
| 2.  | August 2006  | Changwon      | ITF $25.000 | Hartplatz         | Chen Yanchong | Xia Huan Xu Yifan                               | 6:3, 6:3           |
| 3.  | März 2007    | Hyderabad     | ITF $10.000 | Hartplatz         | Chen Yi       | Jeong A-cho Kim Ji-young                        | 6:4, 6:1           |
| 4.  | Oktober 2007 | Hamamatsu     | ITF $25.000 | Teppich           | Lu Jingjing   | Chae Kyung-yee Mitsuko Ise                      | 6:1, 6:2           |
| 5.  | Januar 2010  | Quanzhou      | ITF $50.000 | Hartplatz         | Zhou Yimiao   | Julija Bejhelsymer Yan Zi                       | 6:1, 6:2           |
| 6.  | März 2010    | Ningbo        | ITF $10.000 | Hartplatz         | Zhao Yijing   | Lu Jiaxing Li Xi                                | 6:0, 6:4           |
| 7.  | Mai 2010     | Tanjung Selor | ITF $25.000 | Hartplatz (Halle) | Zhang Ling    | Jessy Rompies Noppawan Lertcheewakarn           | 7:65, 6:3          |
| 8.  | Januar 2011  | Quanzhou      | ITF $50.000 | Hartplatz         | Sun Shengnan  | Julija Bejhelsymer Oksana Kalaschnikowa         | 6:3, 6:2           |
| 9.  | August 2011  | Saitama       | ITF $10.000 | Hartplatz         | Liang Chen    | Akari Inoue Ayumi Oka                           | 6:3, 5:7, 6:2      |
| 10. | Mai 2012     | Changwon      | ITF $25.000 | Hartplatz         | Xu Yifan      | Yang Zhaoxuan Zhang Kailin                      | 6:4, 7:5           |
| 11. | Juni 2012    | Goyang        | ITF $25.000 | Hartplatz         | Sun Shengnan  | Nicha Lertpitaksinchai Peangtarn Plipuech       | 6:71, 6:3, [10:7]  |
| 12. | Juli 2012    | Peking        | ITF $75.000 | Hartplatz         | Sun Shengnan  | Chan Chin-wei Han Xinyun                        | 5:7, 6:0, [10:7]   |
| 13. | April 2013   | Seoul         | ITF $15.000 | Hartplatz         | Yang Zhaoxuan | Chan Chin-wei Zhang Nannan                      | 6:2, 6:2           |
| 14. | Juli 2015    | Tianjin       | ITF $25.000 | Sand              | Lu Jingjing   | Chen Jiahui You Xiaodi                          | 6:74, 7:64, [10:4] |